# Myroconger prolixus
Myroconger prolixus är en fiskart som beskrevs av Castle och Béarez, 1995. Myroconger prolixus ingår i släktet Myroconger och familjen Myrocongridae. Inga underarter finns listade i Catalogue of Life.